# 小行星823
小行星823（823 Sisigambis）是一颗围绕太阳公转的小行星。1916年3月31日，馬克斯·沃夫在海德堡描述了此天体。
該小行星以波斯阿契美尼德王朝末代國王大流士三世的母親西緒甘碧絲命名。
这颗小行星的绝对星等为11.2等。

## 相关條目
- 小行星列表/10001-11000

## 外部連結
- Asteroid Lightcurve Database (LCDB) （页面存档备份，存于）, query form (info （页面存档备份，存于）)
- Dictionary of Minor Planet Names, Google books
- Discovery Circumstances: Numbered Minor Planets (10001)-(15000) （页面存档备份，存于） – Minor Planet Center
- 小行星823 at AstDyS-2, Asteroids—Dynamic Site
  - Ephemeris · Observation prediction · Orbital info · Proper elements · Observational info
- NASA JPL小天體瀏覽器上的小行星823

| 前一小行星： 小行星822 | 小行星列表 | 後一小行星： 小行星824 |